# Néferkasokar
Néferkasokar serait le nom d'un roi de la IIe dynastie présent dans certaines listes royales du Nouvel Empire ainsi que quelques autres attestations plus tardives ; ce roi n'est cependant pas attesté dans les sources contemporaines de la dynastie.

## Attestations
Le roi est cité dans plusieurs listes royales :
- le canon royal de Turin, daté de la XIXe dynastie,  dans lequel le nom de Néferkasokar est inscrit à la première position de la quatrième colonne ; le papyrus lui compte huit ans, trois mois et un nombre indéterminé de jours de règne[1],
- la table de Saqqarah, datée du règne de Ramsès II (XIXe dynastie), dans laquelle le nom de Néferkasokar est inscrit à la neuvième position[1],
- dans l'œuvre de Manéthon, ce dernier l'appelle Nephercherês (Nεφερχερης) et lui accorde vingt six ans de règne ; Manéthon mentionne également que « le miel a coulé sur le Nil pendant onze jours » sous son règne[2].

Deux autres sources très postérieures à la IIe dynastie nomment le roi Néferkasokar. La première est un sceau-cylindre en stéatite d'origine inconnue mentionne le nom en cartouche du souverain, suivi de l'épithète « Mery-Netjerou » (mry-nṯr.w) ; cette dernière inscription en particulier suggère que le sceau date d'une époque nettement plus tardive. Certains chercheurs remettent toutefois en question l'authenticité du sceau.
La seconde, datant du IIe siècle, est un papyrus, aujourd'hui nommé « Livre du temple » et référencé pBerlin 23071, et traitant de l'architecture des temples et des obligations de service de ceux qui y travaillent, nomme le roi Néferkasokar ; on peut y lire :
« Ce manuscrit a été trouvé dans le temple d'Atoum, le maître d'Héliopolis, alors que l'on cherchait des écrits dans la librairie, dans une chambre en ruine, sur laquelle était inscrit le nom de « Néferkasokar ». Il fut recopié pour être conservé, au nom du roi de Haute et Basse-Égypte Khéops, par le fils du roi, Hordjédef, qui en était capable,. »
Par la suite, le papyrus raconte que sous le règne du roi Néferkasokar, une famine de sept ans a frappé l'Égypte et les temples sont tombés en ruine. Au cours d'un rêve, le souverain reçoit l'ordre de faire restaurer immédiatement tous les sanctuaires. Lorsque Néferkasokar s'exécute, la tradition veut que la famine soit terminée. Le souverain fait alors rédiger un décret que le prince Hordjédef redécouvre,.

## Identité
Dans les faits, entre Nynetjer et Khâsekhemouy, le nombre et l'ordre des rois sont inconnus ; ainsi, il est difficile de lier Néferkasokar à un roi attesté dans le registre archéologique. 
Une hypothèse a fait de ce roi Néferkasokar un roi de Basse-Égypte contemporain et opposé aux souverains de Haute-Égypte Péribsen et Sekhemib ; cette hypothèse étant basée sur le fait que le roi est mentionné dans la table de Saqqarah, héritière de la tradition memphite, mais pas dans la liste d'Abydos, héritière de la tradition de Haute-Égypte. Cette hypothèse s'inscrit dans le cadre plus général d'une division du pays au milieu de la IIe dynastie, avant qu'il ne soit réunifié au cours du règne de Khâsekhemouy. Cependant, cette hypothèse reste fragile, la division du pays ne faisant pas l'unanimité.